# Distretto di Piura
Il distretto di Piura è uno dei nove distretti della provincia di Piura, in Perù. Si trova nella regione di Piura e si estende su una superficie di 330,32 chilometri quadrati.
Ha per capitale la città di Piura e contava 260 363 abitanti nel censimento 2007.